# Camp d’Esports del M.I. Consell General
El Camp d'Esports del M.I. Consell General fue un antiguo estadio de fútbol ubicado en Andorra la Vieja, la capital de Andorra. El estadio tenía una capacidad de 500 personas y fue sede de la primera división y segunda división de fútbol andorrano.
En su lugar se construyó el Estadio Nacional de Andorra entre 2013 y 2014.